# Kalitwa
Die Kalitwa (russisch Калитва́, Бе́лая Калитва́ ‚Weiße Kalitwa‘, Больша́я Калитва́ ‚Große Kalitwa‘) ist ein linker Nebenfluss des Sewerski Donez in der südrussischen Oblast Rostow.
Die Kalitwa entspringt an der Südflanke des Donrückens (Донска́я гряда́). Von dort fließt sie in überwiegend südlicher Richtung. Sie nimmt dabei eine Reihe von Nebenflüssen auf. Die größten sind Olchowaja, Bolschaja und Berjosowaja, alle von links. Einzige Stadt am Flusslauf ist Belaja Kalitwa. Dort mündet die Kalitwa linksseitig in den Sewerski Donez. Die Kalitwa hat eine Länge von 308 km. Ihr Einzugsgebiet umfasst 10.600 km². Die Kalitwa wird hauptsächlich von der Schneeschmelze gespeist. Im Unterlauf ist die Kalitwa schiffbar.